# Jacques Pirenne
Jacques Pirenne (Gant, Bèlgica, 26 de juny de 1891- Hierges, França, 7 de setembre de 1972) Comte Pirenne, va ser un historiador i jurista belga. Es va exercir com a secretari honorari del rei Leopold III de Bèlgica, professor honorari de les Universitats de Brussel·les i Ginebra, membre de la Reial Acadèmia de Bèlgica. A més, va ser un dels fundadors de la Societat Jean Bodin i el seu president durant vint anys. Aquesta societat estava destinada a afavorir l‟estudi comparatiu d‟institucions en un ampli marc geogràfic i cronològic. El 1964 va ser candidat al Premi Nobel de Literatura.

## Biografia
Jacques Pirenne va néixer a Gant el 16 de juny de 1891, sent el segon fill de l'historiador Henri Pirenne. Estudià simultàniament història i dret a la Universitat de Gant. En 1914, va ser nomenat doctor en Filosofia i Lletres i quatre anys després va obtenir el seu títol en dret a Le Havre.
En 1915 es va allistar com a voluntari durant la Primera Guerra Mundial, publicant en 1917 el seu primer llibre; Els vencedors de Yser, que va dedicar al seu germà Pierre, mort a la Batalla del Yser. Finalitzada la guerra, es va instal·lar a Brussel·les on va exercir com a advocat interessant-se principalment a la causa de les víctimes del conflicte.
Entre 1921 i 1924, el Rei Alberto I de Bèlgica li va encarregar ensenyar història al príncep Leopold.
Després de la invasió de Bèlgica per part de l'Alemanya nazi el 1940, Pirenne es va refugiar a Beynac, Dordonya. D'allà va passar a la Universitat de Grenoble ia l'any següent la Universitat de Ginebra. És en aquesta ciutat on els seus dos fills van acabar els estudis: Pierre es va titular en arquitectura i Jacques-Henry en història.
Finalitzada la Segona Guerra Mundial, Pirenne va continuar la redacció de Grans corrents de la Història Universal i durant cinc anys va tenir una activitat intensa al servei del Leopoldo III. Així, com a secretari del rei, va estar actiu a l'agitada política belga d'aquest període. Durant aquests anys va deixar de banda el seu treball sobre Egipte antic per centrar-se en la història universal. Quan el rei va abdicar el 1950, Pirenne va ser nomenat comte.
Va reprendre la seva professió com a historiador i va emprendre una Histoire de la civilisation de l'Égypte ancienne en tres volums publicats entre 1961 i 1963. El 1965 va aparèixer La Société hébraïque d'après la Bible et La Religion et la Morale de l'Égypte ancienne.
Jacques Pirenne va morir el 7 de setembre de 1972 al seu castell de Hierges situat a Ardenes, França.

## Obra
- Les vainqueurs de l'Yser, 1916, amb prefaci d'Émile Vandervelde i Émile Verhaeren. Un homenatge al seu germà Pierre, mort a la guerra.

Sobre la cuestión real
- L'attitude de Léopold III de 1936 a la Libération, 1949.
- Dossier du roi Leopold III, sl, sd

Obres històriques
- Les grands courants de l'histoire universelle, 
  - tomo I Des origines à l'Islam, 1947
  - tomo II De l'expansion musulmane aux traités de Westphalie, 1948
  - tomo III Des traités de Westphalie à la Révolution française, 1948
  - tomo IV De la révolution française aux révolutions de 1830, 1951.
  - tomo V De 1830 à 1904
  - tomo VI De 1904 à 1939
  - tomo VII De 1939 à nos jours, Éditions La Baconnière, 1948-1959.
- The tides of history, Taylor & Francis Group, 1962 en 2006. Traduction en anglais des Grands courants de l'histoire universelle.

Civilitzacions antigues
- Histoire des institutions et du droit privé dans l'ancienne Égypte, 1933-1935.
- La civilisation babylonienne, 1945.
- La Religion et la morale dans l'Égypte antique, 1965.
- La société hébraïque d'après la Bible.
- Civilisations antiques, Paris.
- La civilisation sumérienne.
- Histoire de la civilisation de l'Égypte ancienne, 3 volums, 1961-1963.
- Le statut de la femme dans la civilisation hébraïque.
- La preuve dans la civilisation de l'Égypte antique
- Les Institutions du Peuple hébreu.

Obres polítiques
- Le procès des déportés belges contre le Reich allemand, 1924.
- La législation et l'administration allemande en Belgique, 1925.
- Les archives du Conseil de Flandre (Raad van Vlaanderen) publiées par la Ligue nationale pour l'unité belge, 1928.
- Documents pour servir à l'histoire de la guerre en Belgique, 1928.
- Il faut doter le pays d'un statut linguistique, 1929.
- Men moet het land met een taalstatuut begiftigen, 1929.
- Aperçu historique sur l'activisme, 1929.
- La Belgique devant le nouvel équilibre du monde, 1944.
- Mémoires et notes politiques, 1975.